# Mansion (St. Kitts und Nevis)
Mansion ist ein Ort im Parish Christ Church Nichola Town auf der Insel St. Kitts in St. Kitts und Nevis.

## Geographie
Der Ort liegt an der Nordküste von St. Kitts, zwischen Tabernacle im Westen und in unmittelbarer Nähe zu Nichola Town im Osten. Die Island Main Road verbindet die Orte miteinander.